# The China Post
The China Post (chinesisch 英文中國郵報 / 英文中国邮报, Pinyin Yīngwén Zhōngguó Yóubào) ist eine der drei größten englischsprachigen Zeitungen in Taiwan. Die beiden anderen sind die Taiwan News und die Taipei Times. Sie wurde von Y.P. Huang 1952 gegründet und erreicht nach eigenen Angaben mehr als 400.000 Leser täglich. 
Im Gegensatz zur pan-grün ausgerichteten Taipei Times kann man einen redaktionellen Einfluss bemerken, der in die Richtung der Pan-blauen Koalition und Ein-China-Politik Taiwans führt.

## Sunday Post
The Sunday Post ist die Sonntagsausgabe der China Post. Sie beinhaltet Comics und eine zweiseitige zweisprachige Einlage für fortgeschrittene ESL-Studenten. Die Sunday Post ist die einzige zweisprachige wöchentliche Publikation in Taiwan, die einen Rückblick auf die Ereignisse der Woche und ihre Analyse enthält.